# Жак-Ключ
Жак-Ключ — упразднённая деревня на территории Кудымкарского района Пермского края России. 

## География
Расположена была в 25 км югу от районного центра, города Кудымкара. 

## Население
По данным Всероссийской переписи населения 2010 года, в деревне проживал 1 человек.

## История
По данным на 1 июля 1963 года, в деревне проживало 107 человек. Населённый пункт входил в состав Верх-Юсьвинского сельсовета.
С 2004 др 2013 гг. деревня входила  в Ленинское сельское поселение Кудымкарского муниципального района. 
Упразднена в 2013 году.